# Gesamtschule Holweide
Die Gesamtschule Holweide ist eine staatliche Gesamtschule im Kölner Stadtteil Holweide. Sie war im Schuljahr 2022/23 gemessen an der Schülerzahl mit 1867 Schülern die größte Gesamtschule in Nordrhein-Westfalen.

## Geschichte
Die Schule wurde 1975 gegründet. Die Gründungsdirektorin Anne Ratzki entwickelte hier das Team-Kleingruppen-Modell, das in den 1970er Jahren auch an drei anderen Gesamtschulen entwickelt wurde und sich seither als Standard etabliert hat. In der neunzügigen Schule werden je drei Klassen eines Jahrgangs von einem Team von Lehrkräften unterrichtet. Bereits seit 1985 werden je zwei von drei Klassen eines Teams inklusiv unterrichtet mit etwa fünf Schülerinnen und Schülern mit Förderbedarf. Ein Großteil des Unterrichts wird daher in Doppelbesetzung unterrichtet. 

## Internationale Kontakte
Die Schule pflegt Kontakte zum Gymnazium Litoměřická in Prag, zum College des Freres High School in Bethlehem, zur Veda Vyasa D.A.V Public School in New Delhi, zur École Primaire de Laongo in Burkina Faso, zum Colegio Alemán de Villa General Belgrano in Argentinien und zur İstanbul Köy Hizmetleri Anadolu Lisesi in der Türkei.